# Matt Charman
Matt Charman (Crawley, 5 de junho de 1979) é um roteirista britânico. Ganhou repercussão internacional por trabalhar nas obras Suite Française (2014) e Bridge of Spies (2015); esta última o rendeu uma indicação ao Oscar de melhor roteiro original em 2016.